# Врата на Европа
„Врата на Европа“ (на полски: Wrota Europy) е полски военен филм от 1999 година на режисьора Йежи Войчик.

## Сюжет
Внимание:  Текстът по-долу разкрива сюжета на произведението (или части от него)!
През януари 1918 година три млади медицински сестри отиват в полева болница в източните покрайнини, пълни с ентусиазъм и желание да помагат на другите. Зоша иска намери брат си. Когато болницата преминава в ръцете на болшевиките, сестрите трябва да се справят не само с грижата за пациентите, но и с бруталността на войниците.

## Актьорски състав
- Алиция Бахледа-Цуруш – Зоша
- Кинга Прайс – Халя
- Хенрик Бовколовски – др. Мрочек
- Агата Бузек – Хенрита
- Пьотър Шведес – Смагли
- Малгожата Руджка – Лешевска
- Сония Гузовска – Мариша
- Пьотър Адамчик – Штилер
- Агнешка Ситек – Ира
- Марюш Бонашевски – съсед, който все силно слуша музика на Шопен
- Ян Козачук – Сташевич
- Михал Брайтенвалд – евреин от Хедер
- Катажина Гронец – невидима жена
- Александер Калиновски – Руди
- Беата Вах – сестра
- Андрей Егоров – Анчев
- Марянна Кавка – Олеша
- Войчех Бернавски – др. Псарски
- Анджей Немирски – продавач на кукли
- Пьотър Жимишкевич – приятел на Сташевич
- Мирослав Гузовски – Нехребецки
- Ядвига Анджеевска – Ляля

## Награди
- 1999 г., Златни лъвове за операторско майсторство, за Витолд Собочински
- 1999 г., Златни лъвове за костюмография, за Магдалена Теславска и Павел Грабарчик
- 2001 г., Орел, в категория Сценография, за Януш Сосновски
- 2001 г., Орел, в категория Костюмография, за Магдалена Теславска и Павел Грабарчик
- 2001 г., Орел, в категория Операторско майсторство, за Витолд Собочински

## Номинации
- 1999 г., Златни лъвове за Йежи Войчик
- 1999 г., Златна жаба за Витолд Собочински
- 2001 г., Орел, в категория Най-добър филм, за Йежи Войчик
- 2001 г., Орел, в категория Най-добър актьор в поддържаща роля, за Кинга Прайс
- 2009 г., Златна патица, в категория Най-добър исторически-костюмов филм, във връзка със 100-годишнината на полското кино, за Йежи Войчик